# Aiara
Aiara (castellà Ayala) és un municipi d'Àlaba, de la Quadrilla d'Aiara. Està format per 24 concejos
1. Aginaga
2. Añes
3. Arespalditza (capital)
4. Beotegi
5. Erbi
6. Erreta-Lanteno
7. Izoria
8. Kexaa
9. Lexartzu
10. Luxo
11. Luiaondo
12. Lanteno
13. Madaria
14. Maroño
15. Menagarai
16. Menoio
17. Murga
18. Opellora
19. Olabezahar
20. Ozeka
21. Sanbantone
22. Zollo
23. Zuhatza

## Topònim
L'actual municipi d'Aiara comprèn sol parteix de l'antiga Terra de Ayala. Aquesta abastava també els actuals municipis alabesos d'Amurrio, Okondo i part d'Artziniega. Es tractava d'una regió que administrativament estava diferenciada d'Àlaba i Biscaia i, per tant, podria ser considerada com una província de la Corona de Castella. Aquest sistema es va mantenir fins a 1842 quan va quedar integrada totalment en Àlaba. Aiara apareix esmentat com a tal per primera vegada en el segle x. Aquesta ha estat la forma més comuna de transcripció del nom, que també ha conegut altres formes com Aialha (s.XI) o Aiala (s.XV). Es tracta d'una comarca que des d'antic ha estat travessada per la frontera lingüística entre castellà i euskera (si bé la part històricament bascòfona és molt més extensa, arribant fins a la Vall de Llanteno i Arceniega), de tal forma que en ella coexisteixen topònims bascos i romanços. Com l'euskera es va deixar de parlar en les parts vascófonas de la Terra de Ayala allà pel segle xix no va arribar fins a l'actualitat oralment la forma tradicional de cridar a la comarca en llengua basca. Avui sabem que en basc se li cridava Aiara gràcies al testimoniatge escrit que va deixar el cronista guipuscoà Esteban de Garibay en el segle XVI: es va dir Ayara en llengua bascongada de la mateixa terra, i avui en dia es diu de la mateixa manera, i per corrupció diuen en la castellana Ayala.
L'Euskaltzaindia va establir d'acord amb aquest testimoni que el nom en basc del municipi havia de ser Aiara (actualització d'Ayara a la moderna ortografia basca). Des de 1997 el nom oficial del municipi és Ayala/Aiara recollint el nom basc del municipi. No és clar no obstant això com és l'origen etimològic del nom, o si tal com creia Garibay Ayala derivava d'Aiara.

## Economia
La indústria es concentra principalment en les proximitats del poble de Murga on es troba el Polígon Industrial d'Aiara. Existeix una important implantació del sector del moble. Les empreses del municipi que superen els 50 treballadors són: 
- Aianox: fosa d'acer inoxidable «Enllaç». [Consulta: 19 juliol 2012]..
- Etorki: serrador. Pertany a la Corporació MCC. «Enllaç». [Consulta: 19 juliol 2012].
- Inan: mobles metàl·lics. Pertany al Grup Kider.
- Kider: mobiliari metàl·lic «Enllaç». [Consulta: 19 juliol 2012]..
- Luyando System:fabricant de cadires i butaques d'oficina «Enllaç». [Consulta: 19 juliol 2012].